# دييغو غاما
دييغو غاما هو لاعب كرة قدم برازيلي في مركز الهجوم، ولد في 6 مايو 1983 في سانتوس في البرازيل. لعب مع ديبورتيفو داس أيفيس ونادي بورنيو ونادي فيتيل وهاوجانج يونايتد.

## وصلات خارجية
- دييغو غاما على موقع قاعدة بيانات كرة القدم.إي يو (الإنجليزية)
- دييغو غاما على موقع Soccerway.com (الإنجليزية)